# أحمد جمال الدين موسى
أحمد جمال الدين موسى (28 مايو 1951-) سياسي وأكاديمي مصري ولد في المقاطعة الدقهلية (محافظة) بدلتا النيل في جمهورية مصر العربية. شغل منصب وزير التربية والتعليم في حكومات أحمد نظيف وأحمد شفيق وعصام شرف، وهو أستاذ بقسم الاقتصاد والمالية العامة بكلية الحقوق جامعة المنصورة. شغل العديد من الوظائف المرموقة في الجامعة وفي الحياة العامة. مفكر سياسي واقتصادي وأديب نشر العديد من الكتب والمقالات الهامة. ويدير حاليا مكتبه للمحاماة والاستشارات القانونية بالقاهرة. .

## المسئوليات والوظائف
- أستاذ القانون المالي والاقتصادي والتشريع الضريبي والمالية العامة بكلية الحقوق جامعة المنصورة، (اعتباراً من 23/2/1995).
- عضو بمجلس أمناء جامعة حورس - مصر (HUE) (من 2016 وحتى الآن).[2]
- رئيس لجنة قطاع الدراسات القانونية ورئيس هيئة مكتبها بالمجلس الأعلى للجامعات (اعتباراً من 2008 وحتى 2018).
- وزير التربية والتعليم (من 7 مارس 2011 إلى 7 ديسمبر 2011)
- وزير التربية والتعليم والتعليم العالي (من 22 فبراير 2011 إلى 7 مارس 2011)
- وزير التربية والتعليم (من 13/7/2004 إلى 30/12/2005).
- رئيس جامعة المنصورة (من 11/8/2003 إلى 12/7/2004).
- نائب رئيس جامعة المنصورة لشئون التعليم والطلاب (من 29/9/2001 إلى 10/8/2003).
- وكيل كلية الحقوق جامعة المنصورة لشئون التعليم والطلاب (من 23/9/1996 إلى 28/9/2001).
- رئيس قسم الاقتصاد والمالية العامة بكلية الحقوق جامعة المنصورة (من 23/9/1995 إلى 26/9/1996، ثم اعتبارا من يناير 2006).
- أستاذ مساعد بقسم الاقتصاد والمالية العامة بكلية الحقوق جامعة المنصورة (من 25/12/1989 إلى 22/2/1995).
- مدرس بقسم الاقتصاد والمالية العامة بكلية الحقوق جامعة المنصورة (من 28/5/1984 إلى 24/12/1989).
- مدرس مساعد بكلية الحقوق جامعة المنصورة (من مارس 1977 إلى مايو 1984).
- معيد بكلية الحقوق جامعة المنصورة (من يناير 1977 إلى مارس 1977).
- عضو مجلس الدولة المصري – هيئة مفوضى الدولة (من يناير 1973 إلى يناير 1977).[1]

## المؤهلات العلمية
- دبلوم معهد إدارة التعليم من جامعة هارفارد، الولايات المتحدة الأمريكية، يوليو 2003.
- دكتوراه الدولة في القانون، كلية القانون والعلوم السياسية، جامعة كليرمو فيران Clermont Ferrand، فرنسا، فبراير 1984، التقدير: مشرف للغاية Très Honorable.(رشحت الرسالة كأفضل رسائل الجامعة خلال العام لجائزة الطبع على نفقة وزارة التعليم الفرنسية).
- دبلوم الدراسات العليا في العلوم الإدارية، كلية الحقوق جامعة القاهرة، أكتوبر 1976.
- دبلوم الدراسات العليا في القانون العام، كلية الحقوق جامعة القاهرة، أكتوبر 1975.
- ليسانس الحقوق، كلية الحقوق جامعة القاهرة، مايو 1972.

## الكتب المنشورة
- الدولة والعدالة الاجتماعية في العالم الثالث: التوزيع الأولى وإعادة توزيع الدخول، رسالة دكتوراه الدولة (بالفرنسية)، كليرمو فيران، فرنسا، 1984.
- الاقتصاد علم اجتماعي، المنصورة، 1988.
- دروس في الاقتصاد الكلي – الدخل القومى، 1989.
- مبادئ الاقتصاد السياسي، القاهرة، 2003.
- الآثار الاقتصادية والقانونية والاجتماعية المترتبة على خصخصة وحدات قطاع الأعمال العام – دراسة نظرية وتطبيقية على الواقع المصري (تحرير)، 2004.
- الخصخصة، القاهرة، دار نهضة مصر، 2007.
- تاريخ الفكر الاقتصادى والتحليل الاقتصادى الكلى، 2007.
- مبادئ الاقتصاد الوحدي ومختصر تاريخ الفكر الاقتصادى، القاهرة، دار النهضة العربية، 2008.
- الإصلاح المؤسسي – سبيل مصر إلى مستقبل أكثر إشراق، دار نهضة مصر، يناير 2010.
- القانون الضريبي المصري، قانون الضريبة على الدخل، دار النهضة العربية، الطبعة الثانية، 2010.
- النظريات والنظم النقدية والمصرفية والأسواق المالية، القاهرة، دار النهضة العربية، الطبعة السابعة،2010.
- ميزانية الدولة: الإطار القانونى والمضمون الاقتصادى، دار النهضة العربية، الطبعة الثانية عشرة، 2011.
- العلاقات الاقتصادية الدولية ونظريات التنمية، دار النهضة العربية، الطبعة السابعة، 2011.
- «فتاة هايدلبرج الأمريكية»، رواية، دار نهضة مصر، فبراير 2013.[3]
- «لقاء في واحة الحنين» رواية، دار نهضة مصر، أغسطس 2014[4]
- «ملك التنشين»، رواية، الهيئة المصرية العامة للكتاب، 2019[5]

## البحوث المنشورة في الدوريات العلمية المحكمة
- «اقتصاديات الحوكمة - دراسة في الأصول القانونية والسياسية والاقتصادية للحوكمة»، مجلة كلية القانون الكويتية العالمية، العدد 1 - الجزء الأول - مايو 2016، ملحق خاص يتضمن أبحاث المؤتمر العلمي الثالث: الحوكمة والتنظيم القانوني لأسواق المال (من ص 19 إلى ص 69)
- «آفاق التعليم العالى في العالم العربى في ظل معضلة ضعف التمويل وتدهور النوعية وتأثير الأزمة المالية العالمية»، مجلة البحوث القانونية والاقتصادية (مجلة علمية محكمة تصدرها كلية الحقوق - جامعة المنصورة)، العدد 45، إبريل 2009 (44 صفحة).
- «آفاق التأمين الخاص والاجتماعى في دول العالم الثالث - رؤية اقتصادية» مجلة البحوث القانونية والاقتصادية (مجلة علمية محكمة تصدرها كلية الحقوق - جامعة المنصورة)، العدد 38، أكتوبر 2005 (57 صفحة).
- «النقود الإلكترونية وتأثيرها على دور المصارف المركزية في إدارة السياسة النقدية»، مجلة البحوث القانونية والاقتصادية، العدد 29، إبريل 2001 (80 صفحة).
- «أزمة تمويل التعليم الجامعى في العالم العربى»، المجلد التذكارى للبحوث بمناسبة الاحتفال باليوبيل الفضى لكلية الحقوق، جامعة المنصورة، العدد 25، إبريل 1999 (36 صفحة).
- «الإدارة المالية للتعليم العالى مع التطبيق على جامعة المنصورة»، بحث باللغة الفرنسية، مجلة البحوث القانونية والاقتصادية، العدد الثاني والعشرون، أكتوبر 1997 (22 صفحة).
- «مصادر تمويل التنمية في دول أسيا الوسطى – دراسة مقارنة»، مجلة البحوث القانونية والاقتصادية، العدد العشرون، أكتوبر 1996 (40 صفحة).
- «تحرير التجارة العالمية: النظرية، الواقع والمستقبل»، مجلة البحوث القانونية والاقتصادية، العدد التاسع عشر، إبريل 1996(عدد خاص عن أعمال مؤتمر مستقبل الاقتصاد المصري في ظل تحرير التجارة العالمية)(33صفحة).
- «نحو نظرية اقتصادية عامة للتهرب الضريبى»، مجلة البحوث القانونية والاقتصادية، العدد الثامن عشر، أكتوبر 1995(84 صفحة).
- «مشروع السلام والتمويل الخارجى للتنمية في دول الجوار العربية»، مجلة البحوث القانونية والاقتصادية، العدد السادس عشر، أكتوبر 1994 (37 صفحة).
- «التحليل الاقتصادى للانتخابات الديمقراطية»، مجلة مصر المعاصرة، العددان 433و434، يوليو- أكتوبر 1993(40 صفحة).
- «البيروقراطية والكفاءة الاقتصادية»، مجلة البحوث القانونية والاقتصادية، العدد الرابع عشر، أكتوبر 1993 (85 صفحة).
- «قضية الخصخصة»، مجلة البحوث القانونية والاقتصادية، العدد الثالث عشر، إبريل 1993(114 صفحة).
- «فنون تطبيق الخصخصة»، مجلة البحوث القانونية والاقتصادية، العدد الثاني عشر، أكتوبر 1992(59 صفحة).
- «أدوات سياسة حماية البيئة في الميزان: السوق أم التنظيم أم الضريبة؟»، مجلة البحوث القانونية والاقتصادية، العدد الثامن، أكتوبر 1990(124 صفحة).
- «الصناعة العسكرية كمحرك للتنمية في العالم الثالث بين الطموحات والواقع»، مجلة البحوث القانونية والاقتصادية، العدد السابع إبريل 1990(54 صفحة).
- «النفقات الحربية والنمو الاقتصادى في العالم الثالث ومصر – دراسة نظرية وتحليلية»، مجلة البحوث القانونية والاقتصادية، العدد الثالث، إبريل 1988(138 صفحة).
- «العجز في ميزانية الدولة: أسبابه ومسئوليته عن تفاقم العجز الخارجي»، مجلة البحوث القانونية والاقتصادية، العدد الثاني، أكتوبر 1987(75 صفحة).
- «مفهوم الدولة عند جونار ميردال الحائز على جائزة نوبل في الاقتصاد»، بحث باللغة الفرنسية، مجلة البحوث القانونية والاقتصادية، العدد الأول، أكتوبر 1986(26 صفحة).

## المقالات المنشورة في الصحف والمجلات
- «مثلث برقين- كفر غنام- المقاطعة وبواكير التنوير في ريف مصر»، جريدة القاهرة، العدد رقم، الثلاثاء 17 إبريل 2018.
- «السنة الأصعب- الاقتصاد وسعر الصرف»، جريدة المصري اليوم، يوم 30 ديسمبر 2016.
- "أبو المعاطي أبو النجا رائداً وإنساناً راقياً، جريدة المصري اليوم، يوم 21 ديسمبر 2016.
- «الحوكمة والدولة الحديثة» جريدة المصري اليوم، مقالان يومي 3 و 7 أبريل 2016.[6]
- «الثقافة والتأثير الخارجي» رؤية منشورة في «لوموند ديبلوماتيك»، ملحق جريدة الأهرام، يوم 29-3-2014.
- «إصلاح الدولة في زمن الربيع العربي» ثلاث مقالات منشورة في «لوموند ديبلوماتيك»، ملحق جريدة الأهرام أيام 22-2-2014 و 1-3-2014 و15-3-2014.
- «الأسباب الموضوعية للثورة والتغيير 1-3»، جريدة المصري اليوم، 26,27,28 يناير 2012.
- شركاء في هذا الوطن، جريدة المصري اليوم، 10-1-2011.[7]
- إعادة تدوير الأفكار «4-4» جريدة المصري اليوم، 30-8-2010.[8]
- د. أحمد جمال الدين موسى يكتب خواطر صيفية 3/4: الاستبداد الشرقي جريدة المصري اليوم، 24-8-2010.[9]
- د. أحمد جمال الدين موسى يكتب خواطر صيفية 2/4: هواجس الجدار العارى جريدة المصري اليوم، 23-8-2010.[10]
- د.أحمد جمال الدين موسى يكتب خواطر صيفية 1/4: أزمة التعبير وإصلاح الواقع جريدة المصري اليوم، 22-8-2010.
- الدولة الرخوة والإصلاح الحقيقى، جريدة المصري اليوم، 16 أغسطس 2009.[11]
- «آفاق تطوير التعليم العالى في العالم العربى»، مجلة العربي (الكويت)، العدد 607، يونيو 2009.
- «اقتصاد المستقبل والإصلاح المؤسسى»، مجلة العربي (الكويت)، العدد 602، يناير 2009.
- الأزمة المالية وإصلاح المؤسسات المتعثرة جريدة المصري اليوم، العدد 1596، 26 أكتوبر 2008.[12]
- الجمود والتجديد جريدة المصري اليوم، العدد 1485، 7 يوليو 2008.[13]
- «عبد الرحمن بن خلدون رائداً متميزاً للفكر الاقتصادى»، مجلة العربي (الكويت)، العدد 593، إبريل 2008، ص 20-25.
- الجدية في حياتنا جريدة المصري اليوم، 7 فبراير 2008.[14]
- حول مسؤولية المثقفين المصريين المعاصرين جريدة المصري اليوم، العدد 1169، 26 أغسطس 2007.
- نحو تحسين أوضاع الحراك الاجتماعي جريدة الأهرام، الأحد 10 ديسمبر 2006.[15]
- جامعة بكين نموذجا عصريا جريدة الأهرام، الأربعاء، 10 نوفمبر 2006.[16]
- الوقت والإصلاح جريدة الأهرام، الأحد، 22 أكتوبر 2006.[17]
- «الإصلاح في الصين – دروس مستفادة»، مجلة العربي (الكويت)، العدد 575، أكتوبر 2006، ص 56–61.
- «اللامركزية ليست تقليعة»، جريدة الوطني اليوم، الثلاثاء، 19 سبتمبر 2006.
- عطاء نجيب محفوظ ومسئوليات الجيل المعاصر جريدة الأهرام، الأربعاء، 6 سبتمبر 2006.[18]
- د. أحمد عبد الله والحركة الطلابية جريدة الأهرام، الثلاثاء، 13 يونيو 2006.[19]
- حول أولويات الإصلاح المؤسسي جريدة الأهرام، الثلاثاء، 11 إبريل 2006.[20]
- حول الإصلاح المؤسسي في مصر (2) أركانه وثوابته جريدة الأهرام، الأربعاء، 22 مارس 2006.[21]
- حول الإصلاح المؤسسي.. أهميته وشروط نجاحه جريدة الأهرام، الأربعاء، 8 مارس 2006.[22]
- «التنمية.. حق من حقوق الإنسان»، مجلة العربي (الكويت)، العدد 538 سبتمبر 2003.
- «روح أكتوبر»، المنصورة (نشرة غير دورية)، العدد الأول، سبتمبر 2003.
- «الشريعة الإسلامية والشرعية الدستورية»، مجلة العربي (الكويت)، العدد 512 يوليو 2001.
- «إصلاح الجامعات ومشروع القانون الجديد»، جريدة الأخبار، بتاريخ 14/5/2000، وجريدة الجمهورية[ ؟ ] بتاريخ 16/5/2000.
- «مصير العولمة»، جريدة الأهرام، العدد 41290، 24/12/1999.
- «البيروقراطية.. إلى أين»، مجلة العربي (الكويت)، العدد 441 أغسطس 1995.
- «الخصخصة: ضغوط خارجية أم دوافع داخلية؟»، مجلة العربي (الكويت)، العدد 417 أغسطس 1993.
- «الاقتصاديون المعاصرون والمشكلة البيئية»، مجلة العربي (الكويت) العدد 401 إبريل 1992.

## الجوائز التي حصل عليها
- جائزة الدولة التقديرية في العلوم الاجتماعية لعام 2007 (المجلس الأعلى للثقافة).[23]
- نوط الامتياز من الطبقة الأولى من السيد رئيس الجمهورية، في عام 1996.[24]
- جائزة الدولة في البحوث والدراسات البيئية لعام 1992 (أكاديمية البحث العلمي).[24]
- جائزة الدولة التشجيعية في العلوم الاقتصادية والمالية عن عام 1991 (المجلس الأعلى للثقافة).[24]
- جائزة جامعة المنصورة التشجيعية في العلوم الاجتماعية عن عام 1988/1989.[24]

## عضوية الهيئات والجمعيات المحلية والدولية
- نقابة المحامين المصرية (محام أمام محكمة النقض والمحكمة الدستورية والمحكمة الإدارية العليا منذ عام 1996).
- مجلس تنمية البحث الاقتصادى والاجتماعى في أفريقيا (CODESRIA) – داكار – السنغال، بدء العضوية عام 1992.
- الجمعية المصرية للاقتصاد السياسى والإحصاء والتشريع – القاهرة – بدء العضوية عام 1973.